# Mémorisation des décimales de pi
La mémorisation des décimales de pi est un challenge relevé par de nombreux passionnés de mathématiques, grâce à des moyens mnémotechniques en particulier.

## Techniques
Les moyens mnémotechniques utilisés pour retenir les décimales de pi sont variés :
- Retenir les décimales via des phrases spécifiques. Exemple : « Que j'aime à faire apprendre un nombre utile aux sages ! Immortel Archimède, artiste ingénieur, Qui de ton jugement peut priser la valeur ?  Pour moi, ton problème eut de pareils avantages» Le nombre de lettres de chaque mot correspond à une décimale ;
- Les moyens répétitifs, en écrivant plusieurs fois des decimales ;
- Les moyens visuels comme regarder la suite de pi la lire et relire jusqu’à mémorisation ;
- Les moyens auditifs, par exemple dire les décimales et les écouter ;
- L'utilisation de la méthode des loci conjointement avec une table de rappel - sans doute la méthode la plus efficace à long terme.

## Mémorisateurs de pi
Le champion du monde de mémorisation des décimales de pi serait le Japonais Akira Haraguchi (né en 1946). En 2006, il aurait récité 111 700 décimales. Ce record n'est pas validé par le livre Guinness des records, qui reconnaît comme champion mondial l'Indien Suresh Kumar Sharma avec 70 030 décimales récitées en 2015.
Le record de France est détenu par Sylvain Estadieu (38 ans) avec 4 681 décimales récitées en 2018.

Illustration des décimales infinies de pi.
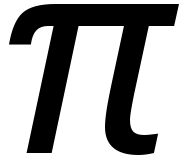
Lettre pi représentant le nombre irrationnel.